# 퀸스 하우스

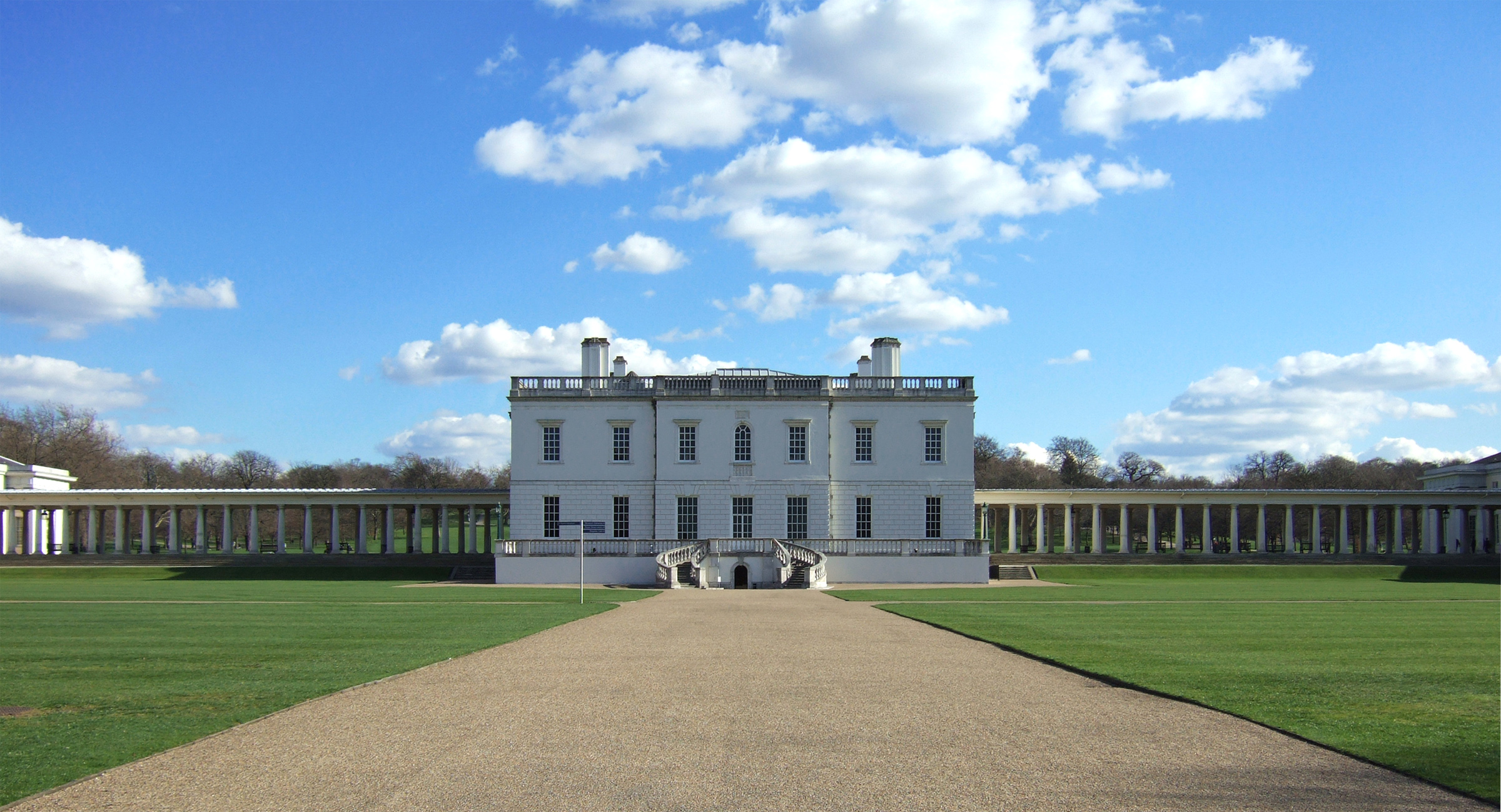
퀸스 하우스

퀸스 하우스(Queen's House)는 영국 그리니치에 1614년에서 1617년 사이에 건축된 옛 왕실 주거지이다. 이니고 존스(Inigo Jones, 1573년 ~ 1652년)은 안드레아 팔라디오와 빈첸초 스카모치의 건축에 대해 자기 나름대로의 견해를 형성하여 팔라디오 양식의 퀸스 하우스를 설계하였다.